# Diana Deutsch
Diana Deutsch (ur. 15 lutego 1938 w Londynie) – brytyjsko-amerykańska psycholożka, profesor psychologii na Uniwersytecie Kalifornijskim w San Diego.
Specjalizuje się w badaniach z obszaru psychologii muzyki – przedmiotem jej zainteresowania są m.in. pamięć muzyczna, powiązania między mową a muzyką, a także zjawisko słuchu absolutnego. Stała się znana dzięki odkrytym przez siebie iluzjom i paradoksom muzycznym, takim jak iluzja oktawy, iluzja skali, iluzja glissanda, iluzja fantomowych słów, iluzja speech-to-song czy paradoks trytonu.